# Sobrado na rua Batista de Carvalho
Sobrado à rua Batista de Carvalho é um patrimônio histórico da cidade de Bauru, em São Paulo. Sua fachada é considerada um bem tombado pelo CODEPAC-Bauru, no decreto 9.849 de 13 de agosto de 2004 e pelo processo 18037/1996.
Seus proprietários são Gilto Antonio Avallone, Maria Lucia Avallone Raphael e Ulisses Paschoal Raphael.
Atualmente, é um estabelecimento comercial, sendo que a área do terreno é de 218,5 m² e sua área construída é de 198 m².

## Preservação
A parte do ediício considerada tombada é a fachada frontal, em conjunto e volume. Ela fica à rua Batista de Carvalho e é composta por portas e janelas originais de madeira, além de colunas, um balcão e alguns adereços em argamassa.

## História
O sobrado foi construído na década de 1910, no estilo arquitetônico eclético. Devido à sua localização, em uma das ruas mais antigas da cidade, a edificação recebeu métodos de construção diferentes para a época. Ao invés de utilizarem taipa de pilão, a casa foi erguida com alvenaria de tijolos. 
Apesar da passagem do tempo e das reformas, o sobrado manteve a sua arquitetura e elementos originais.